# Meionomyces astenicola
Meionomyces astenicola är en svampart som beskrevs av Thaxt. 1931. Meionomyces astenicola ingår i släktet Meionomyces och familjen Laboulbeniaceae.   Inga underarter finns listade i Catalogue of Life.